# Skenbart – en film om tåg
Skenbart – en film om tåg är en svensk thriller-komedifilm från 2003 i regi av Peter Dalle. I huvudrollerna ses bland andra Gustaf Hammarsten, Magnus Roosmann och Anna Björk. Filmen utspelar sig strax före jul 1945 och är inspelad i svartvitt för att efterlikna 1940-talets filmer, av vilka de flesta var svartvita. Filmen hade biopremiär i Sverige den 25 december 2003.

## Handling
Andra världskriget är slut, och ett tåg avgår från Stockholm till det sönderbombade Berlin. Många olika människor träffas på tåget - den ständigt otursförföljde soldaten som har både kryckor och blåmärken samt gör sig illa men är lika glad för det, en homosexuell och psykotisk man som haft en förfärlig barndom och reser med sin partner som enbart drogs till män på grund av misogyni, en misslyckad författare som vill göra gott men misslyckas och vars "hjälpsamhet" går ut över den otursförföljde soldaten och ett vänsterprasslande par där mannen har planer på att mörda sin hustru under tågresan.
Allt detta övervakas av den nitiske konduktören som försöker hålla ordning i kaoset.

## Rollista
- Gustaf Hammarsten – Gunnar Wern
- Magnus Roosmann – Henry Schmalensee
- Anna Björk – Marie
- Kristina Törnqvist – Karin
- Robert Gustafsson – soldaten
- Peter Dalle – konduktören
- Lena Nyman – Märit
- Gösta Ekman – Theodor Bäckström kallad Pompe
- Lars Amble – Sixten Kvarnström
- Jakob Stefansson – kyparen
- Claes Ljungmark – bartendern
- Lakke Magnusson – hovmästaren
- Marie Göranzon – Beatrice, nunnan
- Hanna Ekman – ung nunna
- Ella Bjurling – flicka i vit kappa
- Sara Nygren – flickans mamma
- Andreas Nilsson – jultomten
- Margreth Weivers – den äldre damen i restaurangvagnen
- Nils Erik Larsson – rysk major
- Vladimir Dikanski – den ryske majorens röst

## Mottagande
- Aftonbladet: 3/5 [3]
- Corren: 3/5 [4]
- Expressen: 4/5 [5]